# 脸空中射击
《飛行大臉兵射擊》（又译作）是一款由HAL研究所制作、任天堂发行的裸眼3D擴增實境第一人称射击游戏。 本作是任天堂3DS的系统内置游戏，随3DS于2011年首次发行。

## 游戏系统

游戏截图，顶着人脸的敌人正在以亲吻方式攻击玩家

《脸空中射击》是单人擴增實境第一人称射击游戏，利用3DS掌机的陀螺仪和摄像头游玩， 内置于所有3DS家族的机器上。本作由一个3DS技术演示扩充而来，拥有2个模式和9个关卡。9个关卡中的其中6个为玩家主要游玩的关卡，剩下3个为简单游玩模式「请人玩游戏」中的关卡。 玩家在游玩前先拍摄一张人脸照片，游戏会使用这张脸作为攻击玩家的敌人，玩家必须将敌人击落。 游戏利用后摄像头所拍摄的真实世界画面作为游戏背景，而敌人会打碎背景出现，或穿透背景出现，或躲藏在背景之后。 若有他人刚好在玩家游玩时经过并被捕获人脸照片，游戏会将其人脸加入到敌人之中，并在分数结算时提供额外加分。 玩家若连续击中敌人则可打出连击，得分加倍。游戏过程中还会随机出现蝴蝶恢复玩家血量，以及「脸炸弹」在收集后使用可以摧毁屏幕中的所有敌人。 玩家在每一关的末尾都会面对该关卡的頭目，当其被打败时，头目的盔甲会爆炸，将其炸成爆炸头。游戏内置本地分数排行榜。 在关卡选择界面按下Y键玩家可以获取游戏提示，玩家另可开启游戏中随机截取画面的功能。

## 开发
本作与其他任天堂3DS内置软件一样由HAL研究所开发。本作的总监铃木利明曾与HAL研究所的开发人员一同制作了任天堂DS游戏《常识力训练》（常識力トレーニング），团队制作本作时希望可以吸引到玩过先前「训练」类游戏的玩家。本作的创意萌发于使用玩家及其他人的脸创造出有趣体验的想法，制作人员尝试了各种与脸有关的捏他，并将其加入游戏当中。本作的制作团队对3DS内置拍照软件「Nintendo 3DS照相馆」的「合体照相机」模式在开发者中大受欢迎一事心有不甘，遂在游戏开发的末期添加了「捕获周围的人脸并动态添加至游戏中」的功能。本作的擴增實境功能由开发团队与Nintendo 3DS照相馆的开发团队合作完成。

## 评价
本作在3DS上市前、还在E3以技术展示形态出现时便得到了总体正面的反响，当时玩家的敌人不是人脸而是方块。 当游戏开始使用人脸后，本作获得的评价更为正面，评论者普遍赞扬人脸和实时背景带来的趣味。 本作类似于傻瓜相机一样的利用陀螺仪的操作方式被评论者们评价为新颖且易用。 本作跟随机器免费内置也是受到褒扬的优点， 甚至有人认为本作值得发布在任天堂eShop上付费下载。 评论者还赞扬了游戏允许使用多样的策略击败敌人和头目。 本作主要在两个方面受到批评：其一是游戏体量较小，时长较短； 其二是游戏利用陀螺仪的操作方法损害了游戏的裸眼3D效果。 本作被认为很好地向目标群体展示了任天堂3DS的功能。